# 旧徳島城表御殿庭園
旧徳島城表御殿庭園（きゅうとくしまじょうおもてごてんていえん）は、徳島県徳島市徳島町城内の徳島中央公園内にある庭園である。千秋閣庭園とも呼ばれている。

## 概要
枯山水の庭と池泉回遊式の庭園で、江戸時代初期に武将で茶人の上田宗箇によって造られた豪壮な石組みによる桃山様式の庭。
日本の名勝に指定されており、徳島駅から徒歩ですぐの徳島城博物館の隣に位置する。また中央公園内には他にも鷲の門などがある。「阿波の青石」といわれる緑色片岩を多用しているのと、数寄屋橋下から地下水路を通して内堀の海水を導入した潮入り庭園であるのが特徴。枯山水にある全長10.35mの青石橋は中央で折れているが、阿波国徳島藩初代藩主蜂須賀至鎮（よししげ）が踏み割ったという伝説がある。

## データ
- 庭園面積 - 9917.35m2
- 庭園指定面積 - 5024.79m2
- 昭和16年12月13日　名勝に指定

## 所在地・交通アクセス
- 交通アクセス - JR徳島駅 徒歩8分
- 所在地 - 徳島県徳島市徳島町城内